# Cyclothiazide
Cyclothiazide (Anhydron, Acquirel, Doburil, Fluidil, Renazide, Tensodiural, Valmiran) là một benzothiadiazide (thiazid) lợi tiểu và hạ huyết áp mà ban đầu được giới thiệu trong Hoa Kỳ vào năm 1963 bởi Eli Lilly và sau đó đã được bán trên thị trường cũng ở châu Âu và Nhật Bản. Các loại thuốc liên quan bao gồm diazoxit, hydrochlorothiazide và chlorothiazide.
Vào năm 1993, người ta đã phát hiện ra rằng cyclothiazide là một chất điều biến biến cấu dương tính của các thụ thể AMPA và kainate, có khả năng làm giảm hoặc loại bỏ cơ bản sự khử mẫn cảm nhanh chóng của thụ thể trước đây và tăng cường dòng điện glutamate qua trung gian AMPA tới 18 lần nồng độ được kiểm tra (100 μM). Thêm vào đó, vào năm 2003, cyclothiazide được cũng tìm thấy để hoạt động như một  chất điều biến biến cấu âm tính thụ thể GABA<sub id="mwLw">A</sub>, potently ức chế GABAA qua trung gian dòng. Ở động vật, nó là một chất gây co giật mạnh, tăng cường mạnh mẽ hoạt động động kinh và gây co giật, nhưng không tạo ra bất kỳ cái chết thần kinh rõ ràng nào.
Cyclothiazide đã được tìm thấy để hoạt động như một chất đối vận không cạnh tranh của mGluR1. Nó được chọn lọc cho mGluR1 so với các thụ thể glutamate metabotropic khác.

## Tổng hợp

Tổng hợp Cyclothiazide: E. Müller, K. Hasspacher, (1966 đến Boehringer Ingelheim).